# Toru Takamizawa
Sensei Toru Takamizawa (1942 – 1998), 7e dan kyoshi, né dans la préfecture de Nagano au Japon, est un maître de karaté, de style wado-ryu, ayant principalement enseigné en Grande Bretagne.

## Autre discipline
- 1er dan de judo (柔道)